# Rousselia humilis
Rousselia humilis là loài thực vật có hoa trong họ Tầm ma. Loài này được (Sw.) Urb. miêu tả khoa học đầu tiên năm 1905.